# Фонтен, Стефан
Стефан Фонтен (фр. Stéphane Fontaine) — французский кинооператор. Двукратный лауреат премии «Сезар» за лучшую операторскую работу в фильмах «Моё сердце биться перестало» и «Пророк».

## Биография
В 1985 года окончил Высшую школу Луи Люмьера (англ. École nationale supérieure Louis-Lumière, ÉNSLL) в Париже. Карьеру в кино он начинал как ассистент оператора; работал над такими фильмами, как «Чтица», «Любовники с Нового моста» и «Ирма Веп», был главным оператором второй съемочной группы фильма «История делается ночью».
Первым полнометражным фильм Стефана Фонтена как оператора-постановщика стал фильм «Как я обсуждал... (мою сексуальную жизнь)», поставленный режиссером Арно Деплешеном в 1996 году. 
В 2008 году работал в Голливуде над фильмом режиссера Барри Левинсона «Однажды в Голливуде» с Робертом Де Ниро в главной роли. 
Во Франции Стефан Фонтен был оператором трёх фильмов режиссера Жака Одиара: «Моё сердце биться перестало», «Пророк» и «Ржавчина и кость». За первые две ленты Стефан Фонтен был удостоен премии «Сезар» за лучшую операторскую работу, а фильм «Пророк» в 2009 году получил также Гран-при Каннского кинофестиваля.

## Частичная фильмография
- 1996 — Как я обсуждал... (мою сексуальную жизнь) / Comment je me suis disputé... (ma vie sexuelle)
- 2004 — Посмотри на меня / Comme une image
- 2005 — Моё сердце биться перестало / De battre mon cœur s'est arrêté
- 2006 — Как говорит Шарли / Selon Charlie
- 2008 — Однажды в Голливуде / What Just Happened
- 2009 — Пророк / Un prophète
- 2010 — Другой Дюма / L'Autre Dumas
- 2010 — Три дня на побег / The Next Three Days
- 2012 — Ржавчина и кость / De rouille et d'os
- 2013 — Джимми Пикар / Jimmy P: Psychotherapy of a Plains Indian
- 2016 — Она / Elle
- 2016 — Капитан Фантастик / Captain Fantastic
- 2016 — Джеки / Jackie